# Iulia Oniță

Arhitectura (Iulia Oniță, 1965)
Parcul Herăstrău, București

Iulia Oniță (n. 1 august 1923, Dorohoi – d. 28 aprilie, 1987 București) a fost o sculptoriță română, profesor unversitar la București.

## Studii
După ce a urmat studiile liceale în localitatea Dorohoi (1930) a continuat la Academia de Bele-Arte din Iași (1941) avându-i ca profesori pe Ion Irimescu la sculptură și pe I.L. Cosmovici la desen.
Și-a continuat studiile de sculptură la Academia de Belle-Arte din București (1943) la clasa scuptorului Cornel Medrea.
După terminarea studiilor s-a stabilit în București.

## Activitatea profesională
În 1952 a devenit membră a Uniunii Artiștilor Plastici din România iar din 1963 a devenit profesoară la Facultatea de Arte Plastice din Universitatea București, unde a predat sculptura.
A decedat la 28 aprilie 1987 în atelierul ei din București, ca urmare a unui accident produs din cauza supraefortului fizic.

## Opera
A realizat mai multe compoziții și portrete apelând la o stilizare expresivă, exemple: Monumentul ostașilor români (Oradea, 1959), grupul Tinerețe, Maternitate, Diaconul Coresi (Târgoviște, parcul Muzeului tiparului și cărții vechi românești, 1970), Ecaterina Teodoriu (Târgu-Jiu, 1976), grupul statuar Minerii, (Baraolt, 1979)
La Muzeul de Artă din Constanța se găsesc 3 lucrări în bronz: „Joc de copii”, „Bocitoarele” și „Mamă și copil”.

## Onoruri
Iulia Oniță (fostă Moraschi) a fost declarată cetățean de onoare a Municipiului Dorohoi.